# Höga Kusten Flyg
Höga Kusten Flyg var ett flygbolag som inte innehade eget flygtillstånd, bolaget hyrde därför in flygtjänsten, bolagets linjer trafikerades under inhyrd operatörs flygprefix. Bolaget startades i oktober 2007 av det lokala näringslivet i Örnsköldsvik samt av bolaget Kalmarplanet AB, sina första flygningar hade man i januari 2008. Bolaget trafikerade flyglinjerna Örnsköldsvik - Stockholm/Arlanda samt Jönköping - Stockholm/Arlanda. Tidigare har bolaget även trafikerat linjen Kiruna - Örnsköldsvik - Stockholm/Arlanda under ca 1,5 år. Bolaget köpte 2012 Nextjet men fortsatte att använda varumärket Höga Kusten Flyg för linjer längs Höga Kusten men bolaget bytte namn till Nextjet. Den 14 maj 2018 ansökte Nextjet om konkurs och ställde in samtliga flygningar.

## Flotta
Höga Kusten Flyg använde sig av olika flygplanstyper beroende på vilken operatör man hade kontrakt med. Under sommaren använde man sig periodvis även av flygplanstypen BAe ATP. 
Tidigare flygplanstyp:
- SAAB 2000 (opererades av Braathens Regional)

- ATR 72-200 (opererades av DAT/DOT)
- British Aerospace Bae ATP (opererades av Nextjet)

## Historia
Höga Kusten Flyg köpte NextJet den 12 december 2012 och tanken var att båda varumärkena skulle kvarstå men hela koncernen såldes 2016 till nya ägare.

## Trafik
- Örnsköldsvik - Stockholm-Arlanda